# Scopula formosana
Scopula formosana là một loài bướm đêm trong họ Geometridae.